# Łagiewniki (Bytom)
Łagiewniki (deutsch: Hohenlinde) ist ein Stadtteil von Bytom (Beuthen) in Oberschlesien. Bis 1951 war Łagiewniki eine eigenständige Gemeinde, im selben Jahr erfolgte die Eingemeindung in die Stadt Bytom.

## Geschichte

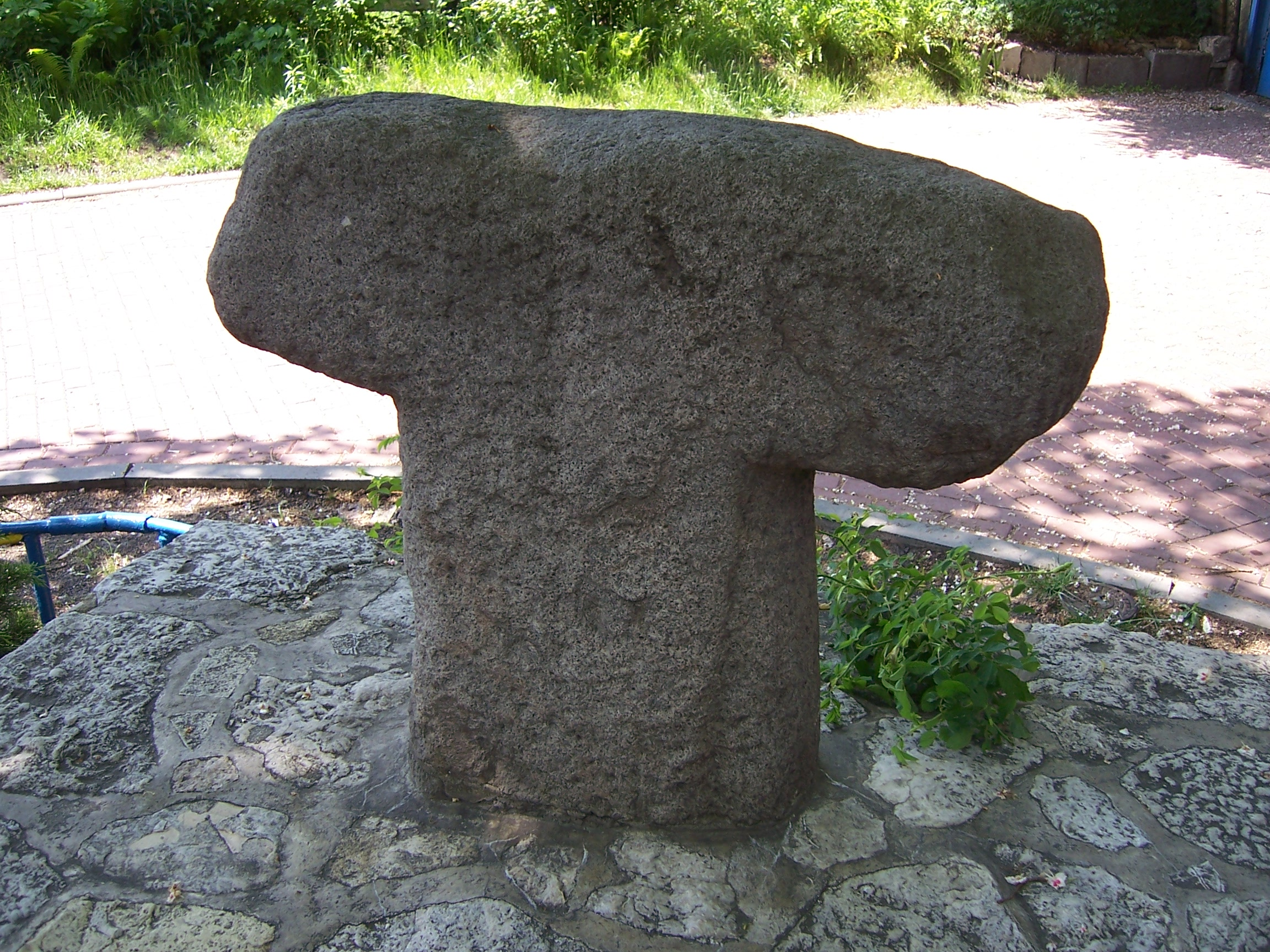
Sühnekreuz

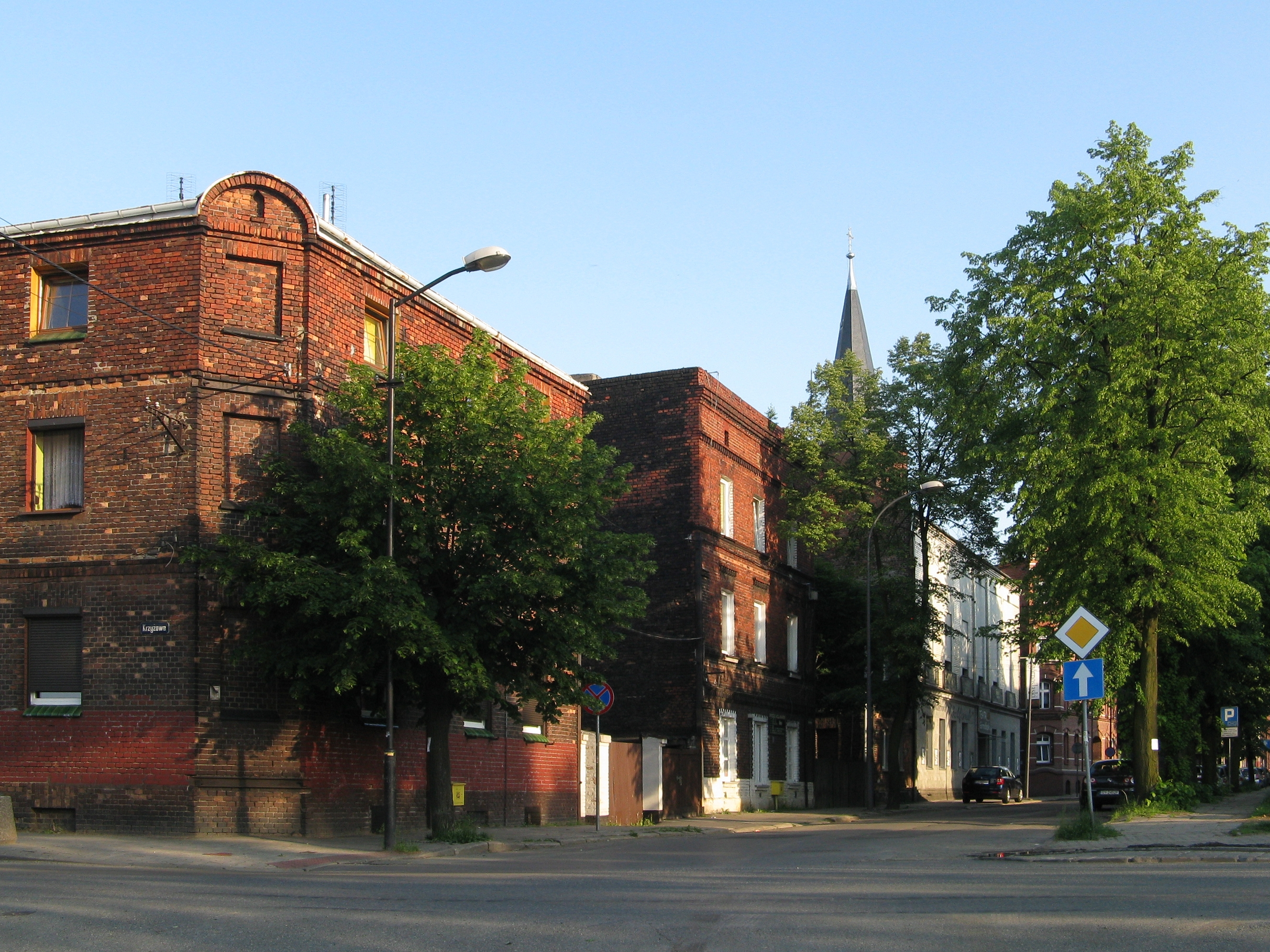
Ortsansicht

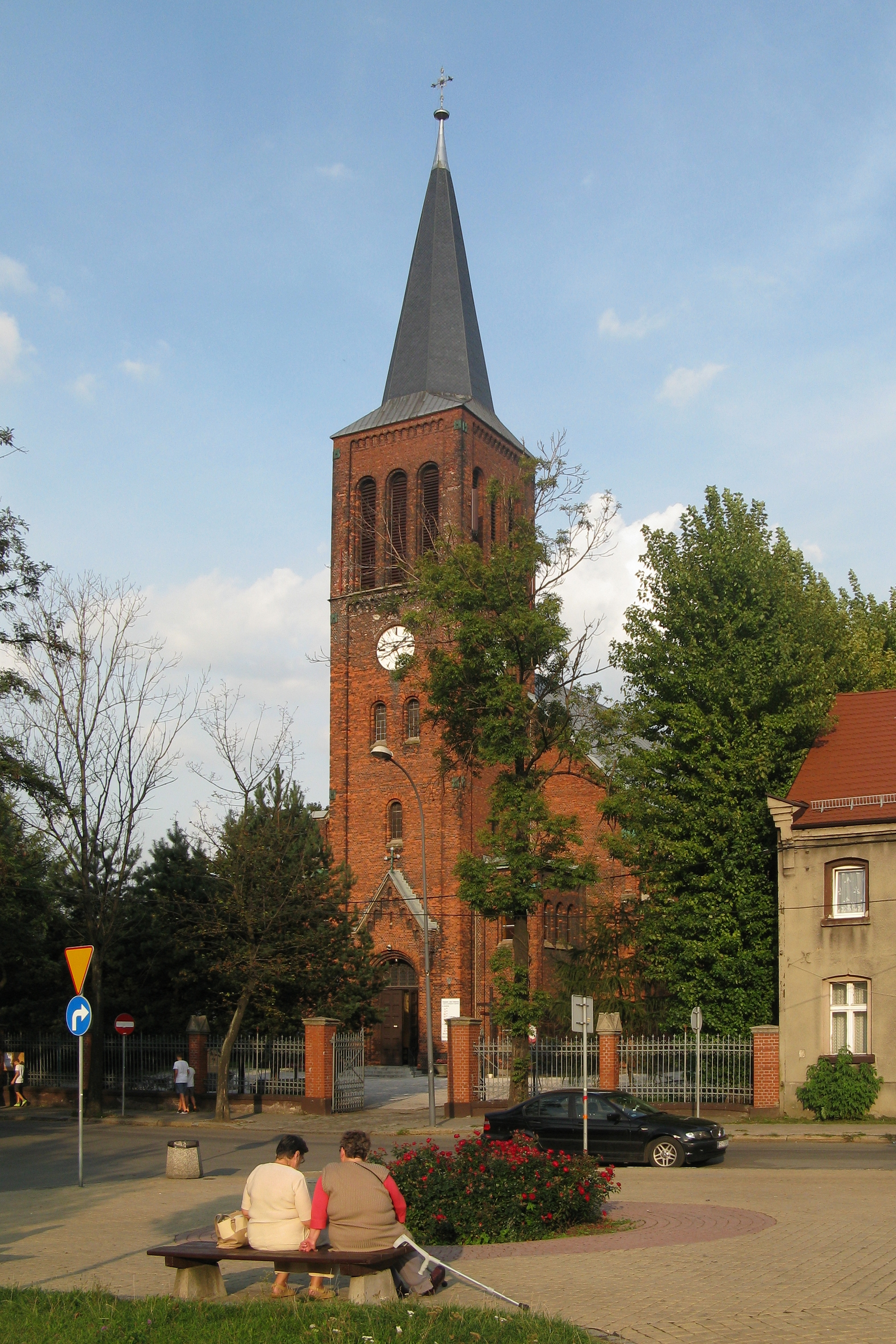
Die Johannes-Nepomuk-Kirche

Der Ort entstand spätestens im 13. Jahrhundert und wurde 1254 erstmals urkundlich als „Legewnic“ erwähnt. In diesem Dokument wurde der Stadt Beuthen das deutsche Stadtrecht verliehen und die Stadt Beuthen wurde zusammen mit dem Dorf Lagiewnik durch den Oppeln-Ratiborer Herzog Wladislaus I. einem Heinrich („Heinrico“) überlassen. Im Laufe der Zeit wurde das Dorf auf drei Anteile aufgeteilt, die später Ober-, Mittel- und Nieder-Lagiewnik genannt wurden.
1865 bestanden noch mehrere Orte. Ober-Lagiewnik bestand aus einem Kirchdorf, einem Rittergut und aus mehreren Kolonien. Die Landgemeinde hatte 20 Gärtner und 40 Häusler und besaß neben dem Dorf die Kolonien Ober-Lagiewnik, Süd-Lagiewnik und Ober-Lagiewniker Bergfreiheit. Ein wichtiger Betrieb war die Florentine-Steinkohlengrube. Mittel- und Nieder-Lagiewnik bestand aus einem Dorf, einem Rittergut und den Kolonien Mittel-Lagiewnik, Romiarky und Pniacky. Das Dorf hatte 42 Gärtner und 40 Häusler, mehrere Kalksteinbrüche, die Mariawunsch-Zinkhütte und die Albertus-Eisenhütte. Das Rittergut gehörte dem Herrn Eduard Wilhelm Schlabitz.
1904 wurden Ober-Lagiewnik und Mittel-Lagiewnik zur Landgemeinde Hohenlinde zusammengeschlossen. Bei der Volksabstimmung in Oberschlesien am 20. März 1921 stimmten im Ort 2405 Wahlberechtigte für einen Verbleib bei Deutschland und 3391 für eine Zugehörigkeit zu Polen. Auf Gut Hohenlinde stimmten 147 Personen für Deutschland und 137 für Polen. Hohenlinde kam nach der Teilung Oberschlesiens 1922 an Polen und vom Landkreis Beuthen zum neuen Powiat Świętochłowicki in der Autonomen Woiwodschaft Schlesien und erhielt den Namen Łagiewniki. Während der deutschen Besetzung von 1939 bis 1945 befand er sich als Hohenlinde im Landkreis Kattowitz.
1945 kam der Ort wieder an Polen und zur Woiwodschaft Schlesien und wurde wieder ins polnische Łagiewniki  umbenannt. 1950 kam der Ort zur Woiwodschaft Kattowitz. 1951 erfolgte die Eingemeindung in die Stadt Bytom.

## Sehenswürdigkeiten und Bauwerke
- Die römisch-katholische Kirche Johannes Nepomuk (Kościół Św. Jana Nepomucena) mit roter Ziegelsteinfassade wurde 1895–96 im Stil der Neuromanik nach Entwurf von Paul Jakisch erbaut. Die Ausstattung stammt aus des Breslauer Kunstschreiners Carl Buhl.
- Mittelalterliches Sühnekreuz
- Feuerwehrhaus aus dem Jahr 1911, das Gebäude wurde aus rotem Backstein im Stil des Historismus errichtet. Es ist mit einem sechsstöckigen hölzernen Beobachtungs- und Schulungsturm ausgestattet, der auf einem quadratischen Grundriss errichtet und mit einem Zeltdach bedeckt ist. Eigentümer des Gebäudes ist heute ein privates Unternehmen. Am 30. Juni 1992 wurde das Gebäude in das Register der unbeweglichen Denkmäler der Woiwodschaft Schlesien eingetragen.
- Denkmalgeschützte Arbeitersiedlung (polnisch Kolonia Zgorzelec) aus den Jahren 1897–1901 wurde auf Initiative des Hubert von Tiele-Winckler für die Mitarbeiter der nahegelegenen Eisenhütte Hubertus errichtet.
- Bunker und Anlagen der Polnischen Festungszone in Ostoberschlesien aus den Jahren 1936–1939

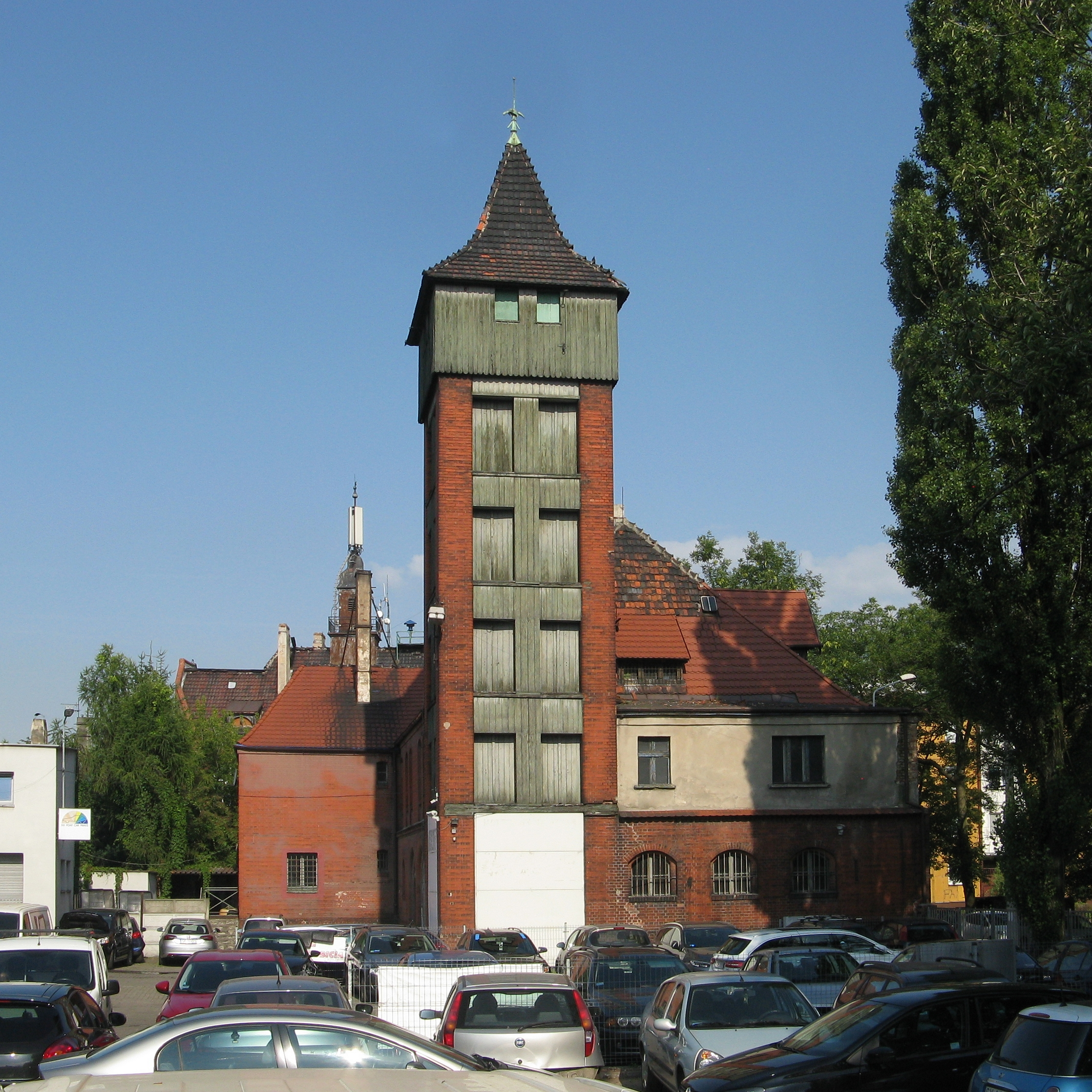
Feuerwache mit Turm
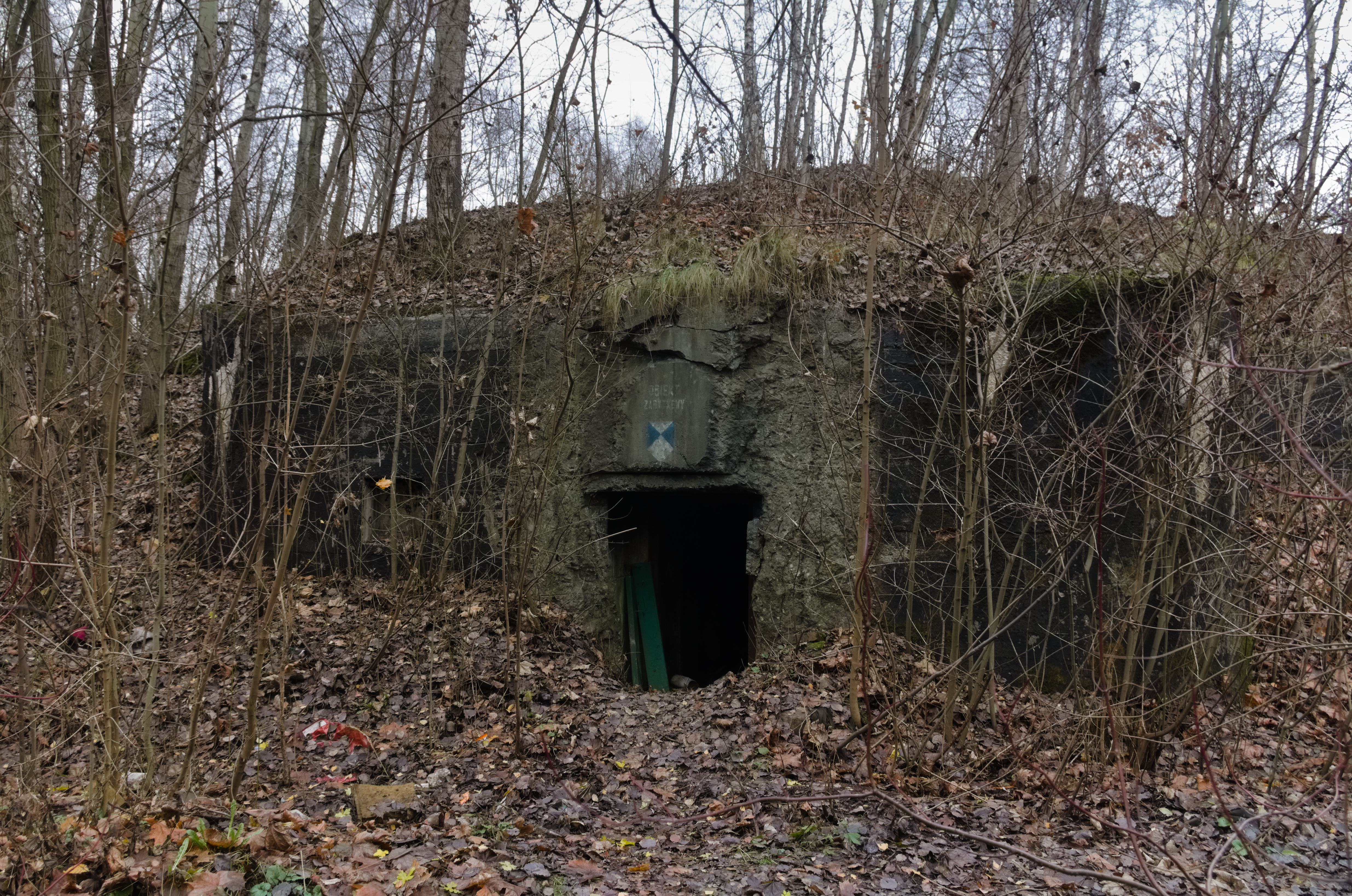
Polnischer Bunker
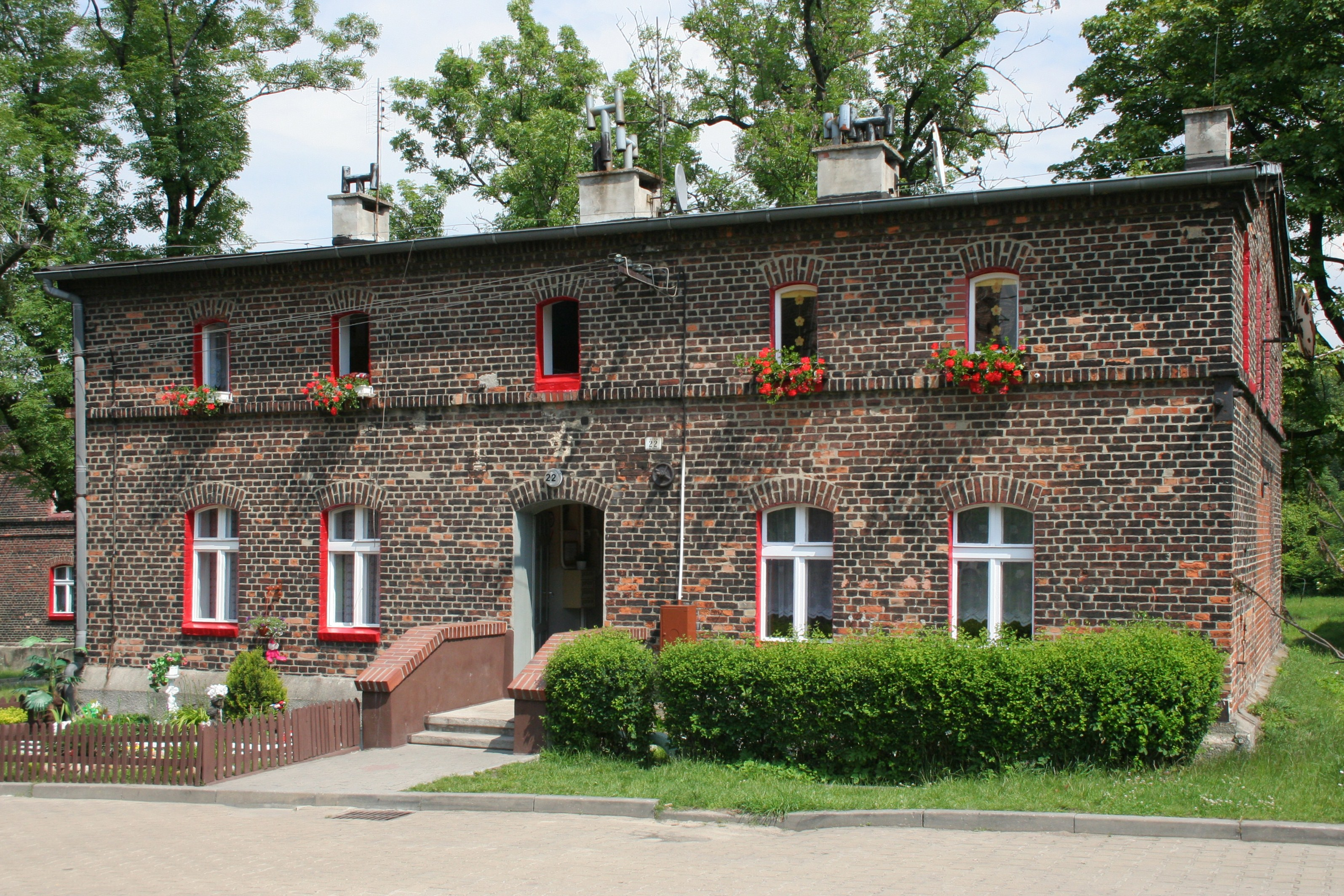
Wohnhäuser der Kolonia Zgorzelec

## Söhne und Töchter des Ortes
- Max Reimann (* 1930), deutscher Politiker
- Rainer Greschik (1943–2023), deutscher Architekt und Kunstsammler